# انفجارهای هسته‌ای صلح‌آمیز

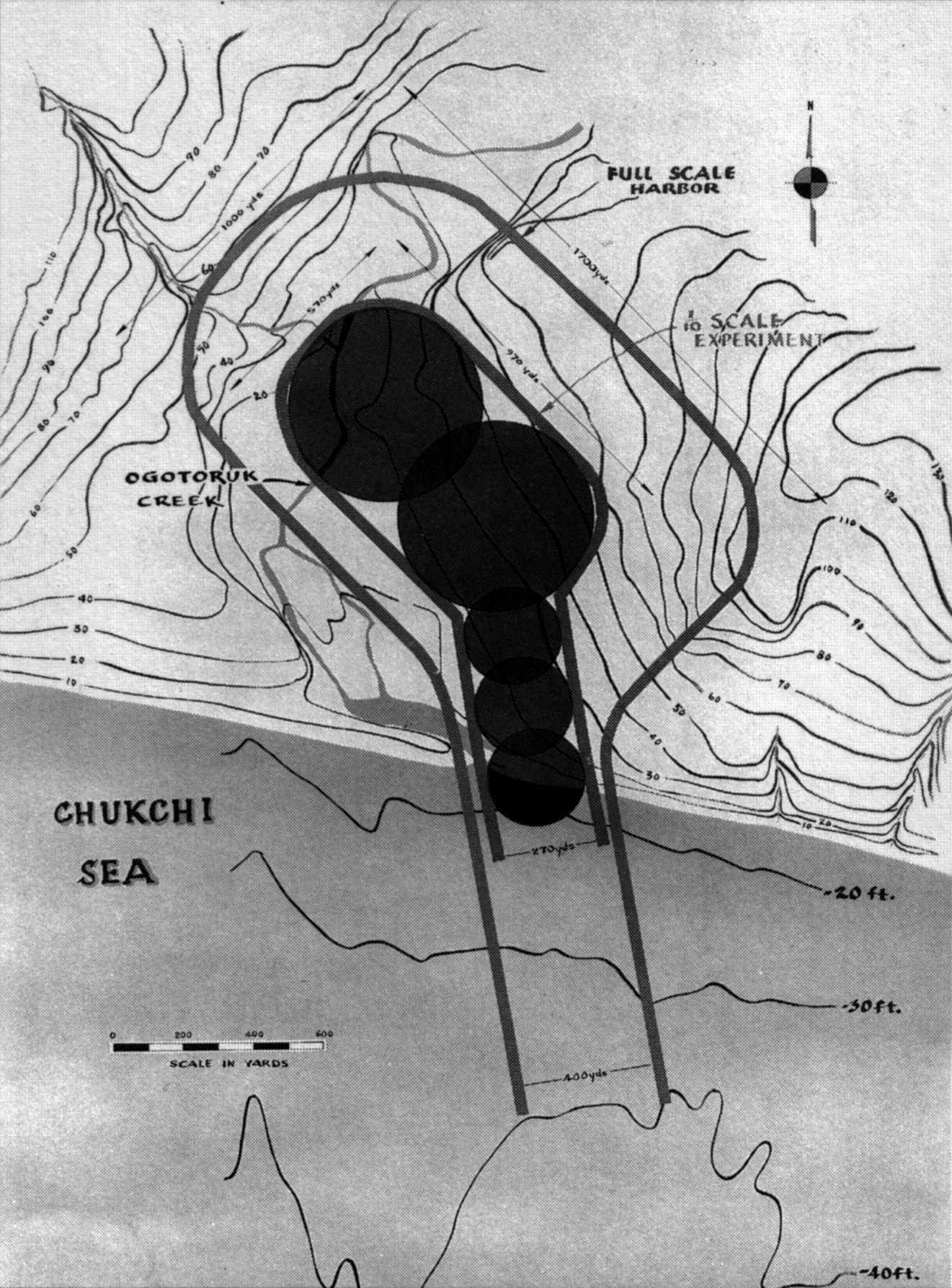
یکی از طرح های ارابه، شامل اتصال پنج دستگاه هسته ای به هم به منظورساخت بندر بود.

انفجارهای هسته ای صلح آمیز،انفجارهای هسته ای هستند که برای اهداف غیر نظامی انجام می شوند. اهداف این انفجارها، شامل حفاری، برای ساخت کانالها و بندرها و دیگر تأسیسات عظیم ساختمانی میگردد. از انفجارهای هسته ای در کل، برای ایجاد سطوح زیربنا  استفاده میشود. انرژی هسته ای برای تولید برق، هدایت فضاپیما و موارد مشابه دیگر نیز مورد بهره برداری قرار  میگیرد. نخستین مطالعات به منظور سود بردن از  نیروی انفجار هسته ای، با اهداف غیر نظامی، از سالهای ۱۹۵۰ تا ۱۹۸۰ در ایالات متحده آمریکا و اتحاد جماهیر شوروی شکل گرفت.
در ایالات متحده ، یک سری آزمایش ها تحت عنوان پروژه شخم زنی انجام شد. برخی از ایده های مورد بررسی، شامل انفجار کانال جدید پاناما ، استفاده از انفجارهای زیرزمینی برای تولید برق ، و انواع تحقیقات زمین شناسی است. بزرگترین آزمایش حفاری در آزمایش هسته ای سدان  در سال ۱۹۶۲ انجام گرفت که مقدار زیادی گاز رادیواکتیو را در هوا آزاد کرد. در اواخر دهه ۱۹۶۰ ، مخالفت عمومی با پروژه  شخم زدن در حال افزایش بود.  یک مطالعه  اقتصادی ۱۹۷۰ در مورد این پروژه  مدعی بود که  انفجارهای هسته ای  عملاً هیچ  سودی  ندارند. پروژه شخم زدن Plowshare از دهه ۱۹۶۰ میلادی شاهد کاهش علاقه بود و در سال ۱۹۷۷ رسماً لغو شد.
برنامه شوروی چند سال پس از تلاش های ایالات متحده آغاز شد. در برنامه شوروی، بسیاری از نسخه های قبلی که در برنامهٔ اقتصاد ملی بکار برده شده بود؛ دوباره مورد بررسی قرار گرفت. اما  برنامه  اخیر، گسترده تر بود و در نهایت  ۲۳۹  انفجار هسته ای انجام گرفت. در برخی از این آزمایش ها، مواد رادیو اکتیو نیز در طبیعت آزاد شد . از جمله انتشار قابل توجهی پلوتونیوم در آبهای زیرزمینی و آلودگی منطقه ای نزدیک رودخانه ولگا  را میتوان نام برد. بخش عمده ای از برنامه در دهه های ۱۹۷۰ و ۸۰ استفاده از بمب های بسیار کوچک برای تولید امواج شوک با هدف  اندازه گیری لرزش بود . به عنوان بخشی از این آزمایش ها ، دو بمب با موفقیت، برای مسدود کردن  فوران چاه های  نفت استفاده شد. این برنامه رسماً در سال ۱۹۸۸ به پایان رسید.

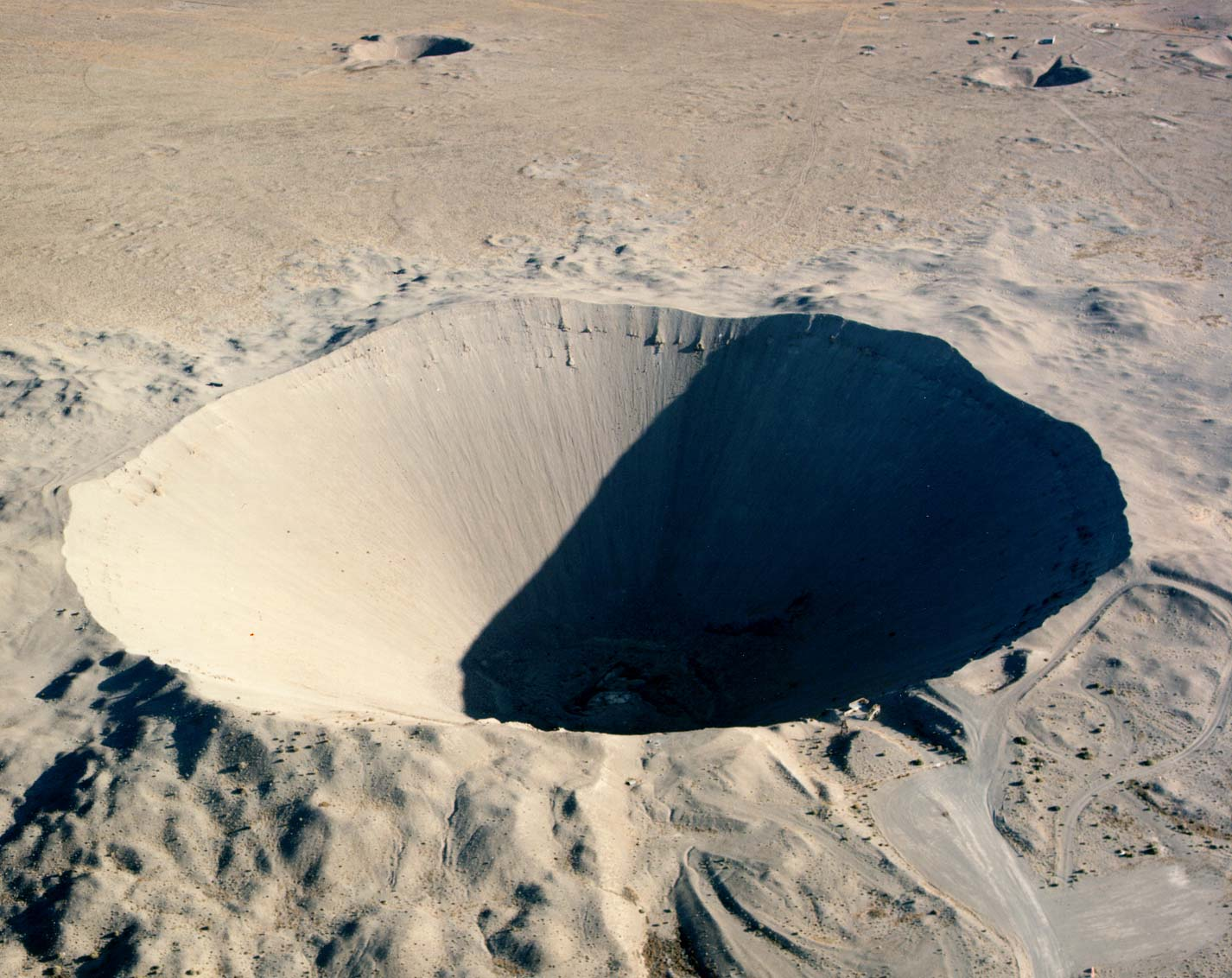
ارابه شخم زنی اتمی، در سال ۱۹۶۲ میلادی، باعث جابجایی ۱۲ میلیون تن خاک و سنگ و ایجاد یک دهانه به عمق ۱۰۰ متر و قطر ۳۹۰ متر شد.

به عنوان بخشی از تلاش های مداوم کنترل تسلیحات ، هر دو برنامه با توافق نامه های مختلف کنترل می شوند. برجسته ترین آنها معاهده انفجارهای هسته ای زیرزمینی برای اهداف صلح آمیز ۱۹۷۶  است. پیمان منع جامع آزمایش های هسته ای سال ۱۹۹۶ ، همه انفجارهای هسته ای را منع می کند ، صرف نظر از اینکه برای اهداف صلح آمیز باشد یا نه. از آن زمان این موضوع  اغلب به عنوان روشی برای  دفاع  از سیاره در مقابل  تعرضات ناشناس، بارها مطرح شده است.

## پیمان انفجارهای هسته ای صلح آمیز
در پیمان  انفجارهای هسته ای صلح آمیز، امضا کنندگان توافق کردند: هیچ‌گونه انفجار هسته ای مجرد،  با بازدهی بیش از
۱۵۰ کیلو تن،
تی ان تی انجام ندهند.
انجام هرگونه انفجار گروهی (متشکل از تعدادی انفجار منفرد) با عملکرد بیش از ۱۵۰۰ کیلوتن ؛ و انجام هرگونه انفجار گروهی با عملکرد کل بیش از ۱۵۰ کیلوتن ممنوع است. مگر اینکه انفجارهای منفرد در گروه؛ با روشهای تأیید شده  و توافق شده،  قابل شناسایی و اندازه گیری باشند. طرفین همچنین بر تعهدات خود برای پیروی کامل از پیمان منع آزمایش محدود ۱۹۶۳ تأکید کردند.
طرفین حق انجام انفجارهای هسته ای را برای اهداف صلح آمیز، در قلمرو کشور دیگر، در صورت درخواست انجام این کار، برای خود محفوظ  می دارند ، اما فقط با رعایت کامل محدودیت های عملکرد و سایر مفاد پیمان انفجارهای هسته ای صلح آمیز  و مطابق با پیمان منع گسترش سلاح های هسته ای !
مواد ۴ و ۵   پیمان انفجارهای هسته ای صلح آمیز،  ترتیبات تأیید شده  و توافق شده را تعریف کرده است. در این معاهده علاوه بر استفاده از وسایل و تجهیزات فنی ملی ، اعلام شده است  که اطلاعات و دسترسی به محل های انفجار، باید، بدون تداخل در روند امور اجرایی  و روش های تأیید طرف مقابل، توسط هر یک از طرفین قرارداد،  فراهم  شود.
شیوه نامهٔ پیمان  انفجارهای هسته ای صلح آمیز،  برای بازداری از سوء استفاده از سلاحی که توسط  پیمان آستانه منع آزمایش هسته‌ای  استفاده از آن ممنوع شده است؛ به بهانه اجرای  انفجار هسته ای  با اهداف صلح آمیز، ترتیبات توافق شدهٔ مشخصی، از جمله، کنترل یافته های لرزه‌شناسی ، بازرسی دینامیک سیالات و بازرسی در محل  را در نظر گرفته است.
بیانیهٔ توافق شده، همراه این پیمان ، مشخص میکند که «استفاده صلح آمیز» از انفجار هسته ای زیرزمینی، شامل آزمایش توسعهٔ همهٔ مواد منفجره هسته ای نخواهد بود.